# Gluhovet
Gluhovet (grmoliki grašar, pucaljika rogačica, šibika žuta, kozja paša, krunica grmolika; lat. Hippocrepis emerus; sin. Coronilla emerus), grm iz porodice mahunarki raširen po Europi (uključujući Sredozemlje i Skandinaviju), Kavkazu, Maloj Aziji i dijelove sjeverne Afrike.

## Podvrste
- Hippocrepis emerus subsp. emeroides (Boiss. & Spruner) Greuter & Burdet ex Lassen
- Hippocrepis emerus subsp. emerus

## Sinonimi
- Coronilla emerus L.
- Coronilla florida Salisb.